# قطار (فیلم ۲۰۱۱)
«قطار» (انگلیسی: The Train (2011 film)) یک فیلم است که در سال ۲۰۱۱ منتشر شد.